# Denise Bailly
Pour les articles homonymes, voir Bailly.
Denise Bailly, née Denise Jacquot le 21 mai 1912 à Nancy et morte le 18 février 2000 dans le 6e arrondissement de Paris, est une actrice française.

## Biographie
Denise Bailly s'est d'abord consacrée au théâtre en tant que comédienne à partir des années 1940 avant de s'orienter tardivement vers le cinéma et la télévision.

## Filmographie

### Cinéma
- 1968 : L'Homme à la Buick de Gilles Grangier
- 1973 : Les Voraces de Sergio Gobbi
- 1973 : Vive les Jacques de Bob Swaim
- 1978 : Les Ringards de Robert Pouret
- 1979 : Et la tendresse ? Bordel ! de Patrick Schulmann
- 1979 : Tendrement vache de Serge Pénard
- 1980 : La Petite Sirène de Roger Andrieux
- 1981 : Ils sont fous ces Normands de Serge Pénard
- 1982 : Le Beau Mariage d'Éric Rohmer
- 1982 : Les Diplômés du dernier rang de Christian Gion
- 1982 : Tir groupé de Jean-Claude Missiaen
- 1982 : Les Misérables de Robert Hossein
- 1984 : Ronde de nuit de Jean-Claude Missiaen
- 1988 : Bernadette de Jean Delannoy
- 1991 : Il est interdit de jouer dans la cour d'Ann Le Monnier

### Télévision
- 1971 : Le Prussien, téléfilm de Jean L'Hôte
- 1977 : Au plaisir de Dieu

## Théâtre
- 1941 : La Fille du jardinier de Charles Exbrayat, au Théâtre des Mathurins, mise en scène de Marcel Herrand
- 1942 : Deirdre des douleurs de John Millington Synge, au Théâtre des Mathurins, mise en scène de Marcel Herrand
- 1943 : Solness le constructeur de Henrik Ibsen, au Théâtre des Mathurins, mise en scène de Marcel Herrand
- 1949 : St Parapin d’Malakoff d'Albert Vidalie, au Théâtre de l'Œuvre, mise en scène de Charles Bensoussan
- 1949 : Le Retour de l'enfant prodigue d'André Gide, au Théâtre des Mathurins, mise en scène de Jean Marchat
- 1954 : Le Retour de l'enfant prodigue d'André Gide, au Théâtre Hébertot, mise en scène de Jean Vernier
- 1954 : Balmaseda de Maurice Clavel, au Théâtre Hébertot, mise en scène de Marguerite Jamois
- 1955 : Rosmersholm de Henrik Ibsen, au Théâtre de poche Montparnasse, mise en scène de François Candelier
- 1955 : L'Éventail de Lady Windermere d'Oscar Wilde, au Théâtre Hébertot, mise en scène de Marcelle Tassencourt
- 1956 : Les Hommes de trop de François Candelier, au Théâtre de la Huchette, mise en scène de Marc Gentilhomme
- 1957 : Le Défunt de René de Obaldia, au Théâtre de Lutèce, mise en scène de Marc Gentilhomme
- 1960 : Histoire de nuit de Sean O'Casey, au Théâtre de poche Montparnasse, mise en scène d'André Cellier
- 1965 : Les Justes d'Albert Camus, à la Comédie des Alpes, mise en scène de René Lesage
- 1966 : Chacun sa vérité de Luigi Pirandello, au Théâtre de la rue du lycée (Grenoble), mise en scène d'Abbès Faraoun
- 1979 : Les Trois Sœurs d'Anton Tchekhov, au Théâtre national de l'Odéon, mise en scène de Jean-Paul Roussillon